# Parodia maassii
Parodia maassii ist eine Pflanzenart in der Gattung Parodia aus der Familie der Kakteengewächse (Cactaceae). Das Artepitheton  maassii ehrt Wilhelm Maass, den aus Berlin-Zehlendorf stammenden, 1907 amtierenden Schriftführer der Deutschen Kakteen-Gesellschaft.

## Beschreibung
Parodia maassii wächst kugelig bis länglich und wird dabei 7 bis 15 Zentimeter breit. Der gerundete weißwollige Scheitel wird von braunen Dornen überragt. 13 bis 21 Rippen sind vorspringend höckerig und werden nach unten flacher. Im Alter sind sie spiralig gedreht. Die 8 bis 15 Randdornen sind nur 5 bis 10 Millimeter lang und von honiggelber bis weißlicher Farbe. Die vier Mitteldornen  sind kräftiger, abwärts gebogen, zum Teil hakig gekrümmt und hellbraun gefärbt.
Die Blüten sind groß, wollig mit langen weißen Haaren. Die Kelchblätter sind lineallänglich und ziegelrot. Die Frucht ist trocken.

## Verbreitung, Systematik und Gefährdung
Parodia maassii ist in Südbolivien und im äußersten Nordwesten von Argentinien (Jujuy) auf Höhen von 2500 bis 4000 Metern verbreitet.
Die Erstbeschreibung als Echinocactus maassii erfolgte 1907 durch Emil Heese (1862–1914). Alwin Berger stellte die Art 1929 in die Gattung Parodia. Weitere nomenklatorische Synonyme sind Malacocarpus maassii (Heese) Britton & Rose (1922) und Bolivicactus maassii (Heese) Doweld (2000).
In der Roten Liste gefährdeter Arten der IUCN wird die Art als „Least Concern (LC)“, d. h. als nicht gefährdet geführt.

## Nachweise